# Microcalcarifera leptobrya
Microcalcarifera leptobrya là một loài bướm đêm trong họ Geometridae.